# Správní obvod obce s rozšířenou působností Kraslice
Správní obvod obce s rozšířenou působností Kraslice je spolu se Sokolovem jedním ze dvou správních obvodů obcí s rozšířenou působností v okrese Sokolov v Karlovarském kraji. Správní obvod zahrnuje města Kraslice, Oloví, Přebuz a Rotava a další čtyři obce. Rozloha správního obvodu činí 264,54 km² a v roce 2020 zde žilo 13 184 obyvatel, hustota zalidnění tedy činí 50 obyvatel na km².
Město Kraslice je zároveň obcí s pověřeným obecním úřadem. Správní obvod obce s rozšířenou působností Kraslice se tedy kryje se správním obvodem pověřeného obecního úřadu Kraslice.

## Územní vymezení
Seznam obcí, jejichž územím je správní obvod tvořen, včetně výčtu místních částí (v závorkách). Města jsou vyznačena tučně.
- Bublava
- Jindřichovice (Háj)
- Kraslice (Černá, Čirá, Hraničná, Kámen, Kostelní, Krásná, Liboc, Mlýnská, Počátky, Sklená, Sněžná, Tisová, Valtéřov, Zelená Hora)
- Oloví (Hory, Nové Domy, Studenec)
- Přebuz
- Rotava (Smolná)
- Stříbrná
- Šindelová (Krásná Lípa, Obora)

## Obyvatelstvo
| Rok  | Obyv.  | ± %     |
| ---- | ------ | ------- |
| 1869 | 31 835 | —       |
| 1880 | 34 730 | +9,1 %  |
| 1890 | 38 011 | +9,4 %  |
| 1900 | 42 606 | +12,1 % |
| 1910 | 49 909 | +17,1 % |

| Rok  | Obyv.  | ± %     |
| ---- | ------ | ------- |
| 1921 | 46 083 | −7,7 %  |
| 1930 | 48 906 | +6,1 %  |
| 1950 | 13 535 | −72,3 % |
| 1961 | 14 503 | +7,2 %  |
| 1970 | 15 725 | +8,4 %  |

| Rok  | Obyv.  | ± %    |
| ---- | ------ | ------ |
| 1980 | 14 930 | −5,1 % |
| 1991 | 14 078 | −5,7 % |
| 2001 | 14 106 | +0,2 % |
| 2011 | 13 155 | −6,7 % |
| 2021 | 12 211 | −7,2 % |